# Miniassegni

Miniassegno da 200 lire emesso della Banca del Salento nel 1977

I miniassegni furono un particolare tipo di denaro che circolò in Italia, nella seconda metà degli anni settanta, in sostituzione delle monete metalliche che in quel periodo scarseggiavano, e che fino ad allora erano state sostituite da caramelle, francobolli, gettoni telefonici e, in alcune città, anche da biglietti del trasporto pubblico.

## Storia

### Antefatti
Nel 1973 iniziò la prima crisi petrolifera a seguito della Guerra del Kippur, che generò un'estrema penuria di idrocarburi in tutto l'Occidente e che portò in Europa l'inflazione a livelli molto alti, anche fino al 20%. A ciò seguì una crisi economica che raggiunse il suo culmine tra la fine del 1974 e il 1975.

### L'utilizzo
I primi miniassegni fecero la loro comparsa nel dicembre del 1975 (il 10 dicembre 1975 da parte dell'Istituto Bancario San Paolo, del valore di 100 lire) e successivamente vennero emessi da molte banche; avevano il valore nominale di 50, 100, 150, 200, 250, 300 e 350 lire. Furono chiamati così perché erano assegni circolari, ma di dimensioni più piccole rispetto alla norma per tale articolo.
Nel caso degli assegni dell'Istituto Centrale delle Banche Popolari Italiane e, in alcuni casi, di quelli emessi dall'Istituto Centrale di Banche e Banchieri, gli assegni venivano emessi dalle banche affiliate "per concessione" dell'istituto predetto.
Per superare il divieto di emettere moneta (prerogativa esclusiva delle banche centrali), le banche emisero dei veri e propri assegni circolari di piccolo taglio intestati a enti e società già muniti della girata; in pratica, essendo così dei titoli al portatore, venivano scambiati di mano in mano come se fossero vera e propria moneta corrente. Non sempre tuttavia si trattò di assegni circolari: in molti casi si trattò di veri e propri assegni bancari tratti sulle banche (spesso Casse di Risparmio o Casse Rurali) al portatore o a favore di associazioni commerciali o organismi similari.

Buono d'acquisto Upim Rinascente 1977

La diffusione fu rapida: complessivamente ne circolarono 835 tipi diversi, emessi da una sessantina di banche (con l'aggiunta dei grandi magazzini che emisero "buoni merce" con caratteristiche analoghe), per un ammontare stimato in oltre 200 miliardi di lire. Moltissimi di questi titoli andarono distrutti, anche a causa della pessima qualità della carta (sulla quale non veniva esercitato alcun controllo), o finirono in mano ai collezionisti (presso il cui mercato raggiungono valori anche elevati) o dimenticati in qualche cassetto. Molte furono altresì le contraffazioni, agevolate dalla pressoché totale assenza di adeguate caratteristiche di sicurezza (filigrana o similari).
I miniassegni sparirono sul finire del 1978, quando l'Istituto Poligrafico e Zecca dello Stato fu finalmente in grado di sopperire alla mancanza di monete metalliche.
Il motivo della scarsità di monete non fu mai chiarito, anche se furono date varie spiegazioni, per lo più false (es. che il valore delle monete era inferiore a quello del metallo che contenevano, o che le monete italiane venivano utilizzate come casse per orologi dagli orologiai svizzeri). Hans Magnus Enzensberger, in un saggio di qualche anno dopo, elenca diverse spiegazioni date al tempo, e fa risalire una delle probabili cause a una temporanea inadeguatezza tecnica della Zecca italiana, dovuta a complicazioni burocratiche.

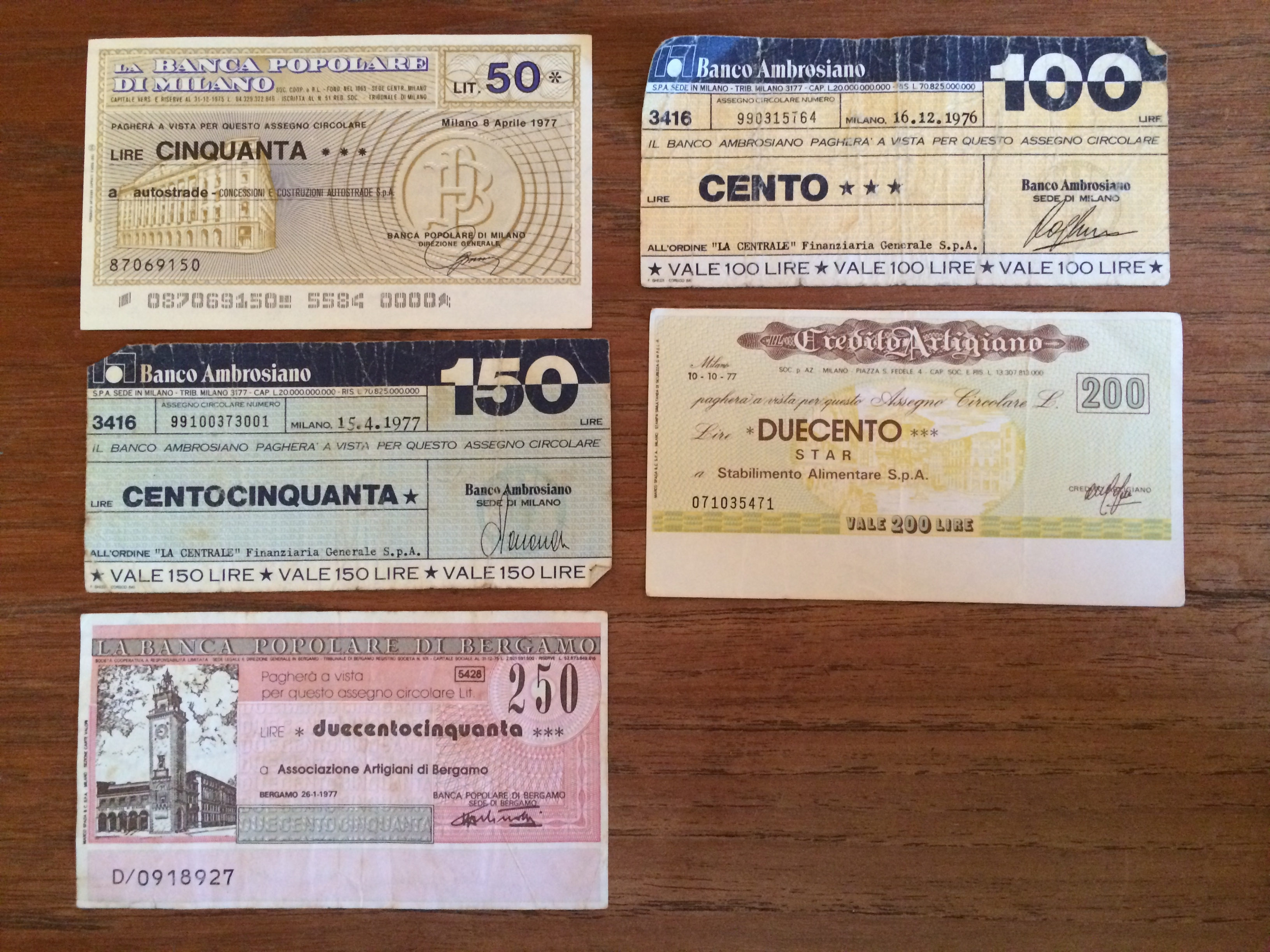
5 diversi tagli di miniassegni, emessi da varie banche e imprese

Vennero emesse persino serie figurate, chiamate serie turistiche, chiamate così poiché vi erano stampate immagini o fotografie. Le serie figurate vennero emesse in quantità limitate ed a prezzi di vendita molto alti, rendendo così la collezione di questi miniassegni solo per pochi collezionisti.

## Istituti di credito interessati
Emisero miniassegni:
(c) Circolari; (b) Bancari

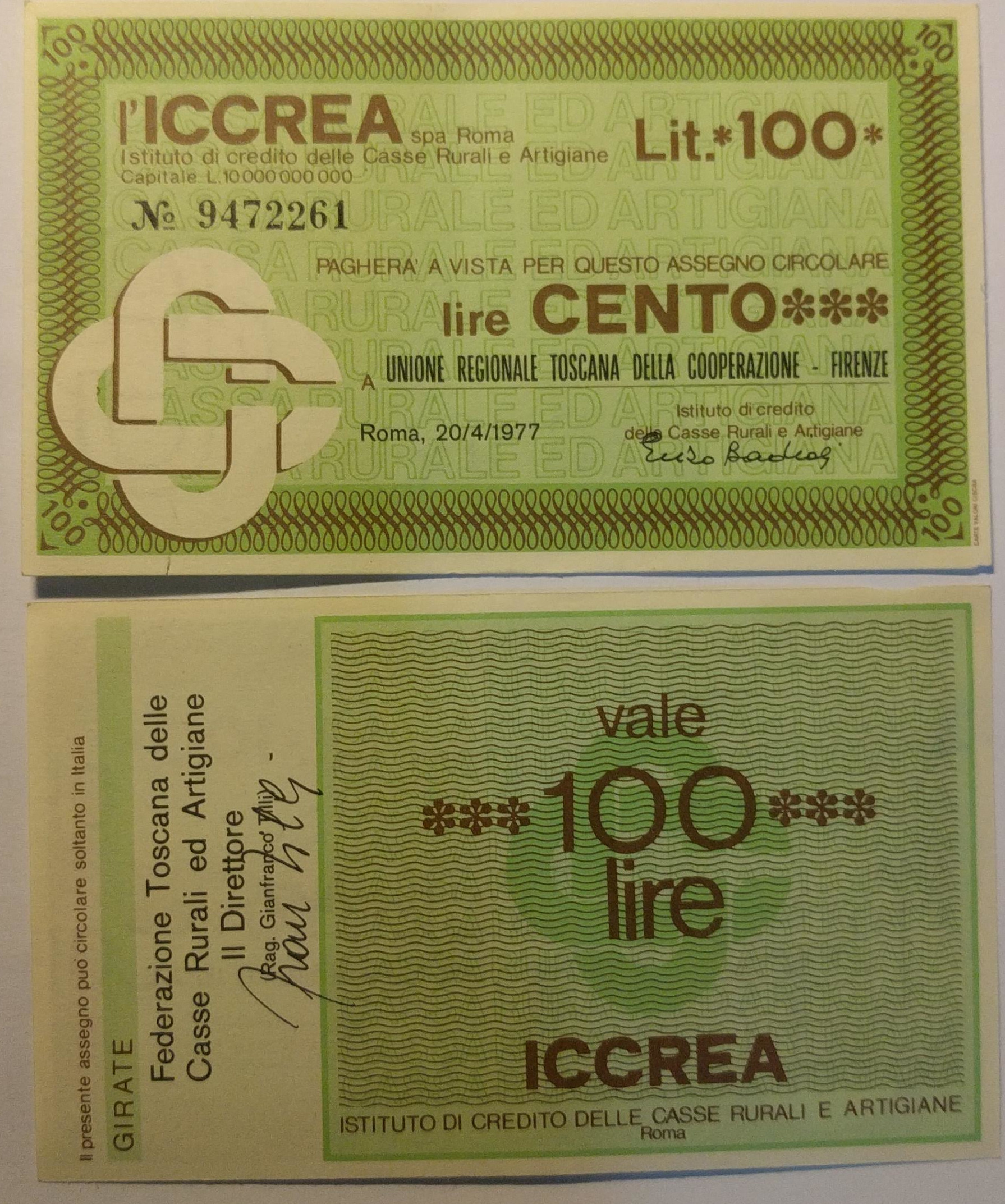
Miniassegno ICCREA

- Banca Agricola Commerciale di Reggio Emilia
- Banca Agricola Popolare di Matino e Lecce
- Banca (Nazionale) dell'Agricoltura (NON EMESSI)
- Banca Antoniana
- Banca Belinzaghi
- Banca Calderari e Moggioli
- Banca Cattolica del Veneto
- Banca Commerciale Italiana (NON EMESSI)
- Banca Credito Agrario Bresciano
- Banca (di) Credito Agrario di Ferrara
- Banca del Friuli
- Banca del Salento
- Banca di Trento e Bolzano
- Banca Industriale Gallaratese
- Banca Popolare del Montefeltro e del Metauro
- Banca Popolare di Bergamo
- Banca Popolare di Crema
- Banca Popolare di Lecco
- Banca Popolare di Milano
- Banca Popolare di Novara
- Banca Popolare Udinese
- Banca Provinciale Lombarda
- Banca San Paolo di Brescia
- Banca Sella
- Banco Ambrosiano
- Banco di Chiavari e della Riviera Ligure
- Banco di Napoli
- Banco di Santo Spirito
- Banco di Sicilia
- Banco Lariano
- Cassa di Risparmio di Biella
- Cassa di Risparmio di Cuneo
- Cassa di Risparmio di Jesi
- Cassa di Risparmio di Padova e Rovigo
- Cassa di Risparmio di Trento e Rovereto
- Cassa di Risparmio di Venezia (b)
- Cassa Rurale di Aldeno (b)
- Cassa Rurale e Artigiana di Barlassina (b)
- Cassa Rurale di Caldes (b)
- Cassa Rurale ed Artigiana di Cantù (b)
- Cassa Rurale di Castello (b)
- Cassa Rurale di Castello di Fiemme (b)
- Cassa Rurale di Cavalese (b)
- Cassa Rurale di Cogolo - Pejo (b)
- Cassa Rurale di Denno (b)
- Cassa Rurale di Levico (b)
- Cassa Rurale di Moena  (b)
- Cassa Rurale di Mori (b)
- Cassa Rurale di Panchià (b)
- Cassa Rurale di Pergine (b)
- Cassa Rurale di Predazzo (b)
- Cassa Rurale di Taio (b)
- Cassa Rurale di Tesero (b)
- Cassa Rurale di Vermiglio (b)
- Cassa Rurale di Ziano di Fiemme (b)
- Credito Artigiano
- Credito Italiano
- Credito Varesino
- Istituto Bancario Italiano
- Istituto Bancario San Paolo di Torino
- Istituto Centrale di Banche e Banchieri
- Istituto Centrale delle Banche Popolari Italiane
- Istituto di Credito delle Casse Rurali e Artigiane